# Spyker C12 Zagato
Spyker C12 Zagato — спортивный автомобиль нидерландской компании Spyker Cars.
Автомобиль впервые представлен широкой публике в марте 2007 году на автосалоне в Женеве (работа над проектом заняла менее года – о возможности создания такого автомобиля руководство компании заговорило в апреле 2006 года). Spyker C12 — стала основой для нового спорткара, над дизайном которого работало знаменитое кузовное ателье Zagato. Кузов Spyker C12 Zagato практически полностью выполнен из алюминия. Автомобиль оснащен дугами безопасности из нержавеющей стали . Салон машины обшит вручную оленьей кожей.
Под капотом C12 Zagato находится бензиновый двигатель W12 от Audi, который способен развивать 500 л. с. в атмосферной версии и 650 л. с. в компрессорной. Трансмиссия – шестиступенчатая коробка передач, в зависимости от пожеланий заказчика либо механическая, либо автоматическая. Автомобиль обладает небольшим весом — всего около 1350 кг, что в сочетании с указанной мощностью обеспечивает отличную динамику. Ускорение до сотни занимает 3,8 с., а максимальная скорость составляет 310 км/ч.
Выпущено всего 24 экземпляра.